# Гомологическая зеркальная симметрия
Гомологическая зеркальная симметрия — математическая гипотеза, высказанная Максимом Концевичем. Она возникла как попытка выявить математическую природу явления, впервые замеченного физиками в теории струн.

## История
В послании к Международному математическому конгрессу 1994 года в Цюрихе Концевич предположил, что зеркальная симметрия для пары многообразий Калаби-Яу X и Y может быть объяснена как эквивалентность триангулированной категории, полученной методами алгебраической геометрии (производной категории когерентных пучков на X) и другой триангулированной категории, строящейся с помощью симплектической геометрии (производной категории Фукая на Y).
Эдвард Виттен изначально описал топологическое твистование N=(2,2) суперсимметричной теории поля в том, что он назвал A- и B-моделями топологической теории струн. В этих моделях рассматриваются отображения римановых поверхностей в так называемые таргет-пространства — обычно это многообразия Калаби-Яу. Большинство математических предсказаний зеркальной симметрии укладываются в рамки известной из физики эквивалентности A-модели на Y и B-модели на зеркальном ему X. Римановы поверхности, являющиеся многообразиями без края, могут быть мировой поверхностью (worldsheet) замкнутой струны. Чтобы описать случай открытых струн, дополнительно нужно задать граничные условия, притом сохраняющие суперсимметрию. В A-модели эти граничные условия имеют форму лагранжевости подмногообразий Y с некоторой дополнительной структурой (называемой иногда структурой браны). В B-модели эти граничные условия имеют форму голоморфности подмногообразий X с наличием голоморфного векторного расслоения на них. Эти объекты и используются для построения описываемых триангулированных категорий. Они называются A- и B- бранами соответственно. Морфизмы в этих категориях — все безмассовые открытые струны, натянутые между двумя бранами.
Для замкнутых струн A- и B-модели охватывают только топологический сектор — малую часть всей теории струн. Аналогично, браны в этих моделях являются лишь топологическими приближениями к полному динамическому объекту — D-бранам. Так или иначе, математика даже в этом малом секторе теории струн и глубока и трудна.

## Примеры
Математикам удалось проверить эту гипотезу только на нескольких примерах. В своём изначальном послании Концевич упомянул, что гипотеза может быть доказана для эллиптических кривых с использованием тета-функций. Следуя этому предложению,  Эрик Заслоу и еще один математик представили доказательство этой гипотезы для эллиптических кривых. Кендзи Фукая привёл фрагменты доказательства для абелевых многообразий. Позже, Концевич и Ян Сойбельман предоставили доказательство существенной части обсуждаемой гипотезы для неособых торических расслоений над аффинными многообразиями, используя идеи SYZ-гипотезы. В 2003 Пол Сайдел доказал гипотезу для квартик.

## Ромб Ходжа
Нижеприведённую таблицу называют ромбом Ходжа.  Здесь hp,q  — размерности пространств (p,q)-дифференциальных форм — расположены так, чтобы координаты (p,q) образовывали стороны ромба. В трёхмерном случае p и q пробегают целые значения от нуля до тройки, и ромб Ходжа, к примеру, для комплексно двумерного многообразия выглядит так:
```
                 
h
2,2
         
          
h
2,1
          
h
1,2

    
h
2,0
         
h
1,1
         
h
0,2

          
h
1,0
          
h
0,1

                 
h
0,0
```

В случае эллиптической кривой, которая является комплексно одномерным многообразием Калаби-Яу, ромб Ходжа особенно прост:
```
          1
     1         1
          1
```

В случае K3-поверхности, которая является комплексно двумерным многообразием Калаби-Яу, коль скоро её числа Бетти {1, 0, 22, 0, 1}, ромб Ходжа выглядит так:
```
                1
          0          0
     1         20         1
          0          0
                1
```

Многообразия Калаби-Яу комплексной размерности три являются первым нетривиальным примером зеркальной симметрии. Зеркально симметричные друг другу пары (назовём их M и W) отображаются друг в друга при симметрии относительно вертикальной прямой.
Ромб Ходжа многообразия M:
```
                   1
             0          0
        0          
a
         0
   1         
b
          
b
         1
        0          
a
         0
             0          0
                   1
```

Ромб Ходжа многообразия W:
```
                   1
             0          0
        0          
b
         0
   1         
a
          
a
         1
        0          
b
         0
             0          0
                   1
```

M и W соответствуют A- и B-моделям в теории струн. Зеркальная симметрия не просто переставляет числа Бетти, она переставляет симплектическую и комплексную структуры зеркально симметричных многообразий. В этом суть гомологической зеркальной симметрии.